# (11117) Giuseppeolongo
(11117) Giuseppeolongo est un astéroïde de la ceinture principale découvert en 1996.

## Description
(11117) Giuseppeolongo a été découvert le 14 juin 1996 à l'observatoire astronomique de Farra d'Isonzo, situé dans la commune de Farra d'Isonzo, dans la province de Gorizia (Frioul-Vénétie Julienne), en Italie, par l'Observatoire astronomique de Farra d'Isonzo.

### Caractéristiques orbitales
L'orbite de cet astéroïde est caractérisée par un demi-grand axe de 2,19 ua, un périhélie de 1,79 ua, une excentricité de 0,18 et une inclinaison de 7,14° par rapport à l'écliptique. Du fait de ces caractéristiques, à savoir un demi-grand axe compris entre 2 et 3,2 ua et un périhélie supérieur à 1,666 ua, il est classé, selon la JPL Small-Body Database, comme objet de la ceinture principale.

### Caractéristiques physiques
(11117) Giuseppeolongo a une magnitude absolue (H) de 15,0 et un albédo estimé à 0,426.